# Hinți, Lubnî
Hinți (în ucraineană Гінці) este un sat în comuna Duhove din raionul Lubnî, regiunea Poltava, Ucraina.

## Demografie
Componența lingvistică a localității Hinți
     Ucraineană (94,57%)
     Rusă (5,43%)
Conform recensământului din 2001, majoritatea populației localității Hinți era vorbitoare de ucraineană (94,57%), existând în minoritate și vorbitori de rusă (5,43%).